# ジョーン・ディディオン
ジョーン・ディディオン（Joan Didion、1934年12月5日 - 2021年12月23日）は、アメリカ人小説家、エッセイスト、脚本家である。ニュージャーナリズムの書き手のひとりとして、1960年代に興隆したアメリカのカウンターカルチャーや当時の若者たちの生態を描いた小説やエッセイで注目された。

## 略歴
1934年、アメリカ合衆国カリフォルニア州サクラメント生まれ。父親は兵士で引っ越しが多かったため、幼いころはきちんとした教育を受けられず、恥ずかしがり屋で読書好きなおとなしい子供だった。カリフォルニア大学バークレー校在学中に、雑誌の『ヴォーグ』が主催するエッセイ・コンテストで優勝し、卒業後ヴォーグで2年間働いた。
ヴォーグ在籍中の1963年に処女作『Run, River』を出版。翌1964年に、裕福な資産家の息子で、『タイム』誌のライターをしていたジョン・グレゴリー・ダンと結婚し、ヴォーグを退職してロサンゼルスで暮らし始める。1966年には生後間もない女の子、クィンターナを養女にする。ロスの高級リゾート地に住み、パーティに明け暮れ、ジャニス・ジョップリンら伝説的な有名人たちとも交流しながら、『ライフ』『エスクァイア』『ニューヨークタイムズ』など多くの雑誌・新聞に寄稿し、小説やドキュメンタリーなどを執筆した。
1968年から空間識失調やめまい、多発性硬化症を患った。1970年代初期には、夫と夫の兄のドミニクと3人で映画会社を設立、夫とともに脚本を担当し、アル・パチーノ主演の『哀しみの街かど』を制作した。その後ドミニクとは離れたが、夫と脚本を書いた『スター誕生』（1976年）が大成功を収め、『告白』（1981年）、『アンカーウーマン』（1996年）と夫婦二人三脚の脚本執筆が続いた。1979年にはクィンターナの通学のためにロス郊外の高級住宅街ブラントウッドに引っ越す。夫とは40年間いつも一緒で、ニューヨークのアッパー・イースト・サイドの自宅アパートの隣あった部屋にそれぞれ仕事場を持ち、朝は2人でセントラル・パークを散歩し、近くのスリー・ガイズ・レストランか高級ホテルのカーライルで朝食を取るのを日課としていた。デイヴィッド・ハルバースタムら、ニューヨーク文壇に多くの友人を持ち、夫の一族の行きつけで、セレブ御用達のイタリア料理店「エリオズ」の指定席で毎晩のように夫婦で食事をとる、といった優雅な日々を送っていた。
2003年末に、前年に結婚したばかりの娘クィンターナが肺炎から意識不明となり、マンハッタンの病院に収容された。夫とともに娘の集中治療室に毎日看病に通う中、自宅アパートで夫が突然心臓発作で死亡する。その後の1年を綴った『悲しみにある者』がベストセラーとなり、同書は2005年に全米図書賞を受賞した。同年、クィンターナも39歳で亡くなる。
2021年12月23日、パーキンソン病による合併症のためニューヨークの自宅で死去。87歳没。
俳優のグリフィン・ダンと、1982年に恋人に絞殺された女優のドミニク・ダンは夫の兄の子である。

## 受賞歴
2005年
- 全米図書賞（『悲しみにある者』に対して）

2007年
- メディシス賞エッセイ部門

## 主な著書

### 小説
- Run, River（1963年）
- Play It As It Lays（1970年）
- A Book of Common Prayer 『日々の祈りの書』（1977年）
- Democracy（1984年）
- The Last Thing He Wanted 『マクマホン・ファイル』[注 1]（1996年）

### ノンフィクション
- Slouching Towards Bethlehem 『ベツレヘムに向け、身を屈めて』（1968年）
- The White Album 『60年代の過ぎた朝 ― アメリカ・コラムニスト全集―ジョーン・ディディオン集』（1979年）
- Salvador 『ラテンアメリカの小さな国』（1983年）
- Miami 『マイアミ ― 亡命ラテン・エリートのアメリカ』（1987年）
- After Henry（1992年）
- Political Fictions（2001年）
- Where I Was From（2003年）
- Fixed Ideas: America Since 9.11（2003年）
- Vintage Didion（2004年）
- The Year of Magical Thinking 『悲しみにある者』（2005年、池田年穂による翻訳は2011年）
- We Tell Ourselves Stories in Order to Live: Collected Nonfiction（2006年）
- Blue Nights 『さよなら、私のクィンターナ』（2011年、池田年穂による翻訳は2012年）

## 映画

### 脚本
- The Panic in Needle Park 『哀しみの街かど』（1971年）
- Play It as It Lays（1972年）
- A Star Is Born 『スター誕生』（1976年）
- True Confessions 『告白』（1981年）
- BROKEN TRUST 『告発文書』 （1995年） TVM
- Up Close & Personal 『アンカーウーマン』（1996年）

### その他
- JOAN DIDION: THE CENTER WILL NOT HOLD ジョーン・ディディオン：ザ・センター・ウィル・ノット・ホールド 2017 出演
- THE LAST THING HE WANTED マクマホン・ファイル 2020 原作

## 日本語訳された作品
- 『日々の祈りの書』小池美佐子 訳、サンリオ、1983年
- 『ラテンアメリカの小さな国』晶文社セレクション、千本健一郎 訳、晶文社、1984年
- 『メイプルソープと美神たち』ロバート・メイプルソープ 写真、高野育郎訳、JICC出版局、1989年
- 『マイアミ ― 亡命ラテン・エリートのアメリカ』白須英子 訳、中央公論新社、1991年
- 『ベツレヘムに向け、身を屈めて』青山南 訳、筑摩書房、1995年
- 『60年代の過ぎた朝 ― ジョーン・ディディオン集』アメリカ・コラムニスト全集、越智道雄 訳、東京書籍、1996年
- 『マクマホン・ファイル』後藤安彦 訳、文藝春秋、1998年
- 『悲しみにある者』池田年穂 訳、慶応義塾大学出版会、2011年
- 『さよなら、私のクィンターナ』池田年穂訳、慶応義塾大学出版会、2012年